# The Beatles' Hits
EPs par The Beatles
Twist and Shout
(1963) The Beatles (No. 1)
(1963)
The Beatles' Hits est le deuxième EP publié par les Beatles à l'automne 1963 pour continuer à profiter du succès de leur premier album Please Please Me. Il comprend en face A l'intégralité de leur troisième single, From Me to You/Thank You Girl, et en face B les deux faces A de leurs deux premiers singles, Please Please Me et Love Me Do.
Toutes les pistes de l'EP ont été enregistrées entre septembre 1962 et mars 1963, et sont marquées par leur style rock classique. Il s'agit des premiers succès du groupe compilés pour profiter de la Beatlemania en attendant la sortie des prochains single et album en novembre. Bien que son contenu ne soit pas inédit, l'EP entre dans les charts britanniques fin septembre 1963 et s'y maintient durant 43 semaines, dont trois en première place.

## Histoire

### Enregistrement

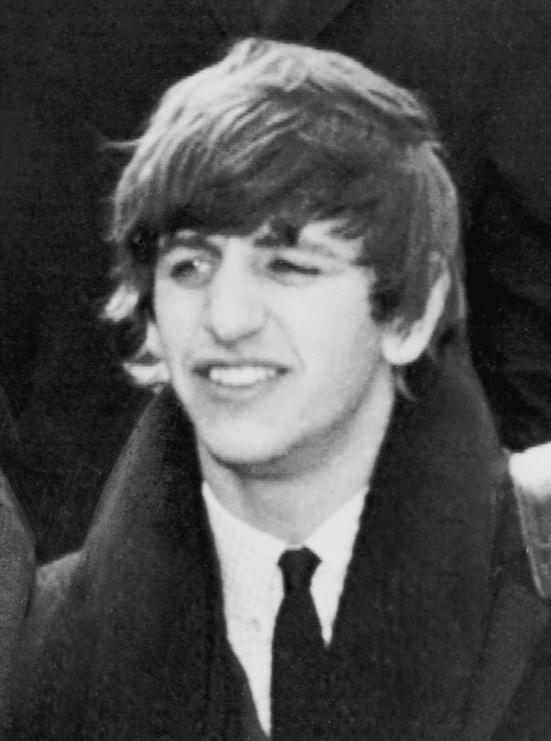
Sur Love Me Do, dernière piste de l'EP, Ringo Starr n'est pas le batteur, fait exceptionnel.

Les quatre titres présents sur l'EP ne sont pas inédits. Ils ont été enregistrés par les Beatles dans l'optique de trois singles enregistrés et publiés fin 1962 et début 1963. La première chanson enregistrée est Love Me Do, qui est également le tout premier single du groupe. Un premier essai est fait pour enregistrer la chanson le 4 septembre, mais le jeu de batterie de Ringo Starr ne satisfait pas les producteurs qui décident de retravailler la chanson avec un batteur professionnel. C'est chose faite le 11 septembre avec Andy White derrière les fûts, Starr jouant pour sa part du tambourin. Si la première version est utilisée sur le single qui paraît en octobre 1962, au grand plaisir de Starr, c'est la seconde qui sert sur le premier album du groupe qui paraît en mars. C'est aussi cette version qui est utilisée sur l'EP The Beatles' Hits. Lors de la préparation de ce EP, Martin, qui préfère cet enregistrement, efface la bande originale pour s'assurer que pour celle-ci et toutes les publications subséquentes, on utilisera la version qu'il juge comme étant la meilleure. Lorsqu'on publiera les compilations Rarities (version américaine) et Past Masters qui utilisent la version avec Starr à la batterie, on a dû utiliser un repiquage d'un 45 tours.
La deuxième chanson enregistrée est également le deuxième single du groupe, Please Please Me. Bien qu'une première mouture ait été travaillée durant la session du 11 septembre, la version définitive de la chanson, utilisée sur l'EP, est mise en boîte aux studios EMI le 26 novembre 1962. Plus question de batteur professionnel : le jeu de Ringo Starr contente pleinement le groupe et le producteur, George Martin. Celui-ci est si satisfait du résultat qu'il annonce au groupe : « Vous avez là votre premier numéro un ! », à la fin de l'enregistrement.
Les deux autres pistes de l'EP, From Me to You et Thank You Girl sont les deux faces d'un même single, le troisième du groupe. Les deux chansons sont enregistrées le 5 mars 1963. George Martin explique cette cadence importante des enregistrements : « Brian Epstein et moi avions établi un plan avec lequel nous tentions — sans toujours réussir — de sortir un nouveau single des Beatles tous les trois mois et deux albums par an. Je disais toujours aux Beatles « Je veux un autre hit, allez, donnez moi un autre hit ! » et ils me répondaient toujours. From Me To You, She Loves You, I Want To Hold Your Hand. Dès les tout premiers jours ils n'ont jamais fait faux bond ».

### Parution et réception
The Beatles' Hits arrive dans un climat de Beatlemania intense. Les trois premiers singles se sont en effet progressivement implantés dans les charts britanniques. Love Me Do, tout d'abord, parvient à entrer dans le top 20 en octobre 1962, score fort honorable pour un premier single. Le deuxième single, Please Please Me enfonce le clou en mars 1963 : selon les classements, il arrive en tête ou second des charts. Dans tous les cas, c'est le premier hit du groupe. Enfin, From Me to You, en avril devient no 1 incontesté. George Harrison explique : « Le troisième single, From Me to You, a été très important parce que c'est lui qui a enfoncé le clou. Le tout premier, Love Me Do, avait bien marché. On nous a donc laissé revenir en studio et on a fait Please Please Me, et puis on a fait l'album, et puis From Me to You dont le succès a confirmé notre notoriété. » L'album dont parle le guitariste se nomme également Please Please Me et se porte fort bien en cet automne 1963 puisqu'il reste en tête des charts depuis sa sortie en mars, et ce pour trente semaines consécutives.

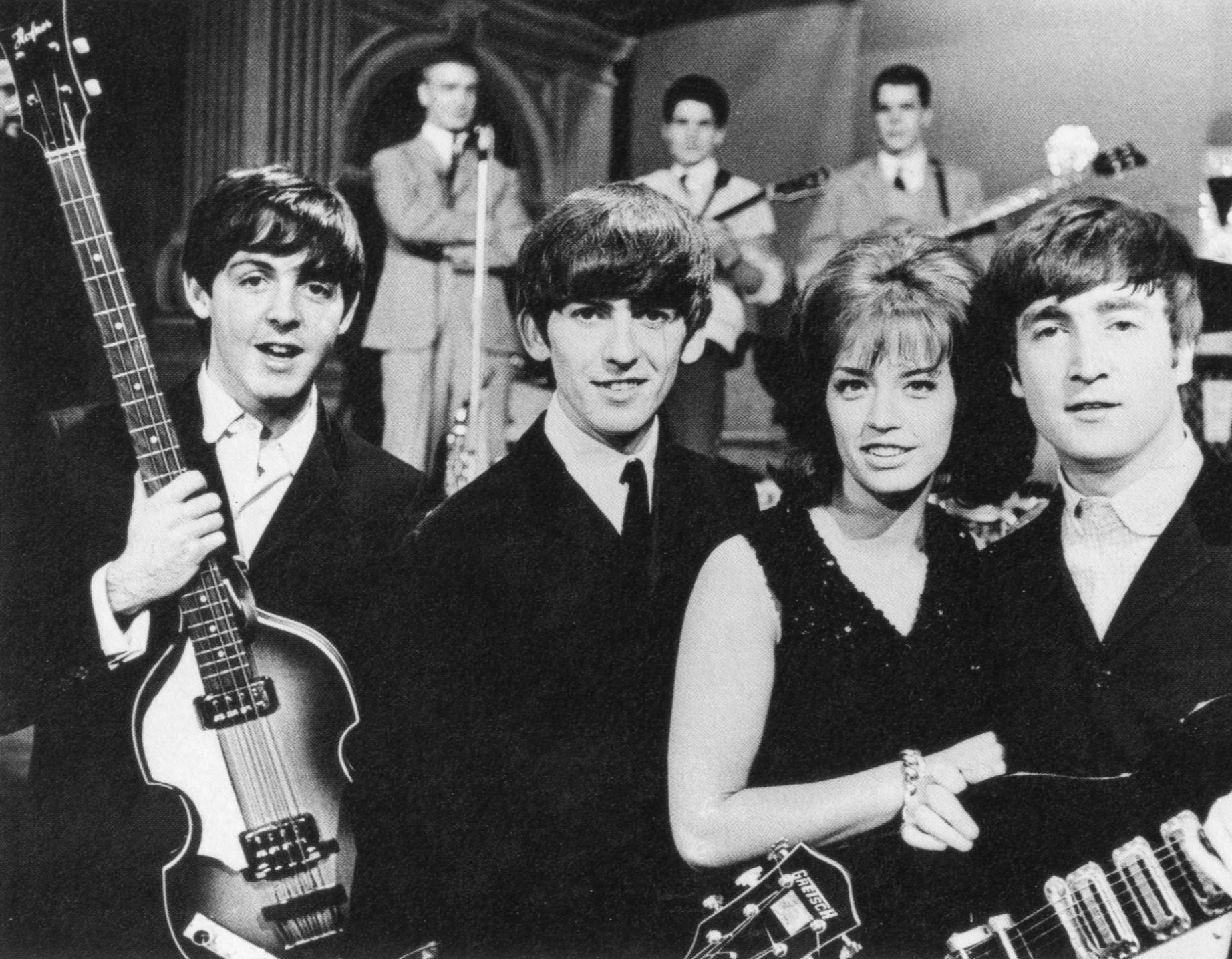
The Beatles' Hits est publié pour profiter de la Beatlemania alors que le groupe enchaîne les tournées et télévisions (ici en Suède avec Lill-Babs).

Dans le même temps, le groupe enchaîne les tournées et attire des foules immenses et déchaînées. Un nouveau single, publié fin août, vient de s'installer en tête des ventes : She Loves You. C'est dans ce contexte florissant que sort l'EP The Beatles' Hits qui reprend les temps forts des trois premiers singles afin de perpétuer leur succès en profitant de la Beatlemania. Édité par Parlophone et publié uniquement en mono, le disque sort le 6 septembre 1963. La pochette comporte une photographie, prise par Angus McBean (en), et réutilisée par la suite par le label Vee Jay pour le premier album américain des Beatles, Introducing... The Beatles. La photo a été inversée pour l'album américain. On le remarque bien par l'habillement, cette photo a été prise lors de la même séance où celle de l'album Please Please Me a été prise.
D'un point de vue commercial, l'EP est une réussite bien qu'il paraisse alors que She Loves You vient de sortir et continue à se maintenir en première position des ventes de singles. Il est tout à fait à même de satisfaire des foules de fans qui attendent déjà le prochain single du groupe, I Want to Hold Your Hand et l'album suivant, tous deux prévus pour novembre. L'EP entre dans les charts le 21 septembre, et se classe no 1 durant trois semaines en novembre. Au total, il reste dans les charts britanniques durant pas moins de 43 semaines.

## Analyse musicale
Les quatre chansons choisies pour cet EP sont assez similaires sur leur forme et assez classiques si on les compare aux créations postérieures du tandem Lennon/McCartney. Il s'agit à chaque fois de rocks traitant d'histoires d'amour, à base de guitares et soutenus par l'harmonica de John Lennon, caractéristique de plusieurs chansons du groupe dans ses deux premières années. Une certaine évolution se ressent cependant dans la maturité et le style des compositeurs. La plus ancienne des chansons, Love Me Do, est assez simple du point de vue des paroles et n'est pas la plus élaborée des compositions du groupe, bien qu'elle garde une place particulière comme étant sa toute première publication. Par un certain contraste, Please Please Me s'en démarque par une plus grande complexité du texte et surtout des accords utilisés. Elle porte également la marque du producteur George Martin, qui a poussé les Beatles à la modifier grandement entre les deux sessions de travail.
From Me to You est composée par Lennon et McCartney dont les expériences se multiplient. Sur celle-ci, ils découvrent de nouvelles possibilités dans les accords, ainsi que des harmonies plus travaillées. McCartney raconte par exemple : « Je me rappelle avoir été très satisfait du pont parce qu'il y avait un accord bizarre dedans et que ça passait en mineur, « I've got arms that long... » On trouvait que c'était un grand pas en avant. » Thank You Girl, qui avait au départ été composée comme face A, a finalement déçu le groupe et été passée en face B. La chanson est en effet assez classique et que le musicologue Allan Pollack juge décevante par sa simplicité, bien qu'elle renferme également des trouvailles au niveau des harmonies notamment.
Les quatre chansons restent cependant d'un très bon niveau et Bruce Eder du site AllMusic considère que le contenu de l'EP est « plus que décent ». Toutes quatre sont signées McCartney/Lennon, et non Lennon/McCartney comme cela devient ensuite la norme. Jusqu'au deuxième album du groupe en effet, les deux auteurs ne s'accordent pas vraiment sur l'ordre à donner au nom.

## Fiche technique

### Liste des chansons
| 1. | From Me to You | McCartney/Lennon | Paul McCartney et John Lennon | 1:56 |
| 2. | Thank You Girl | McCartney/Lennon | John Lennon                   | 2:01 |

| 3. | Please Please Me | McCartney/Lennon | Paul McCartney et John Lennon | 2:03 |
| 4. | Love Me Do       | McCartney/Lennon | Paul McCartney et John Lennon | 2:22 |

### Interprètes
- John Lennon : chant, guitare rythmique, harmonica
- Paul McCartney : chant, guitare basse
- George Harrison : chœurs, guitare solo
- Ringo Starr : batterie, tambourin
- Andy White : batterie (sur Love Me Do uniquement)

### Équipe de production
- George Martin : producteur
- Ron Richards : producteur
- Norman Smith : ingénieur du son
- Richard Langham : ingénieur du son
- Geoff Emerick : ingénieur du son